# Dilluns Sant
El Dilluns Sant és el dilluns de la Setmana Santa que segueix al Diumenge de Rams. Litúrgicament sol caracteritzar-se per celebracions austeres, ja que encara es troba inclòs en període quaresmal. Es remarquen els temes que condueixen a la Passió de Crist; principalment la traïció de Judes Iscariot. És el dia en què s'inicien els cicles de processons de Setmana Santa en moltes localitats.